# Premi Enrico Fermi
El  Premi Enrico Fermi  és un premi "presidencial" del Govern dels EUA, en honor dels científics de prestigi internacional per la seva trajectòria professional en el desenvolupament, ús, o la producció d'energia. És administrat pel Departament d'Energia dels Estats Units.
El destinatari rep 375.000 dòlars, un certificat signat pel president i el secretari d'Energia, i una medalla d'or amb la imatge d'Enrico Fermi.

## Llista de guardonats
- 2009 - John B. Goodenough
- 2009 - Siegfried Hecker
- 2005 - Arthur H. Rosenfeld
- 2003 - John N. Bahcall
- 2003 - Raymond Davis, Jr
- 2003 - Seymour Sack
- 2000 - Sheldon Datz
- 2000 - Sydney D. Drell
- 2000 - Herbert F. York
- 1998 - Maurice Goldhaber
- 1998 - Michael E. Phelps
- 1996 - Mortimer M. Elkind and H. Rodney Withers
- 1996 - Richard L. Garwin
- 1995 - Ugo Fano
- 1995 - Martin D. Kamen
- 1993 - Liane B. Russell
- 1993 - Freeman J. Dyson
- 1992 - Harold Brown
- 1992 - John S. Foster
- 1992 - Leon M. Lederman
- 1990 - George A. Cowan
- 1990 - Robley D. Evans
- 1988 - Richard B. Setlow
- 1988 - Victor F. Weisskopf
- 1987 - Luis Álvarez
- 1987 - Gerald F. Tape
- 1986 - Ernest Courant
- 1986 - M. Stanley Livingston
- 1985 - Norman Rasmussen
- 1985 - Marshall Rosenbluth
- 1984 - Robert R. Wilson
- 1985 - George Vendryes
- 1983 - Alexander Hollaender
- 1983 - John H. Lawrence
- 1982 - Herbert L. Anderson
- 1982 - Seth Neddermeyer
- 1981 - W. Bennett Lewis
- 1980 - Rudolf E. Peierls
- 1980 - Alvin M. Weinberg
- 1978 - Wolfgang K.H. Panofsky
- 1978 - Harold M. Agnew
- 1976 - William L. Russell
- 1972 - Manson Benedict
- 1971 - Shields Warren
- 1971 - Stafford L. Warren
- 1970 - Norris E. Bradbury
- 1969 - Walter H. Zinn
- 1968 - John A. Wheeler
- 1966 - Otto Hahn
- 1966 - Lise Meitner
- 1966 - Fritz Strassmann
- 1964 - H.G. Rickover
- 1963 - J. Robert Oppenheimer
- 1962 - Edward Teller
- 1961 - Hans A. Bethe
- 1959 - Glenn T. Seaborg
- 1958 - Eugene P. Wigner
- 1957 - Ernest O. Lawrence
- 1956 - John von Neumann